# Tapoa II
Tapoa II (1806-1860) foi o rei de Bora Bora entre 1831 e 1860. 
Nascido em 1806. Ele era filho de Tapoa I, unificador e primeiro rei de Bora Bora e Taha'a e sua esposa principal Ai-mata. Ele se casou rainha Pōmare IV em 1822, mas esta união não produziu filhos e terminou em divorcio em 1834.  Mais tarde se casou com Tapoa Vahine. 